# 948 Jucunda
Jucunda (asteroide 948) é um asteroide da cintura principal, a 2,5480531 UA. Possui uma excentricidade de 0,1607893 e um período orbital de 1 932,42 dias (5,29 anos).
Jucunda tem uma velocidade orbital média de 17,09322527 km/s e uma inclinação de 8,65251º.
Esse asteroide foi descoberto em 3 de Março de 1921 por Karl Reinmuth.